# سامي ايسبوسيتو
سامي ايسبوسيتو (بالإنجليزية: Sammy Esposito)‏ هو مدرب كرة سلة أمريكي، ولد في 15 ديسمبر 1931 في شيكاغو في الولايات المتحدة، وتوفي في 9 يوليو 2018 في نيولاند في الولايات المتحدة.

## وصلات خارجية
- سامي ايسبوسيتو على موقعبيزبول رفرنس.كوم (الدوري الرئيسي) (الإنجليزية)
- سامي ايسبوسيتو على موقعبيزبول رفرنس.كوم (الدوري الثانوي) (الإنجليزية)
- سامي ايسبوسيتو على موقع جمعية أبحاث البيسبول الأمريكية (الإنجليزية)
- سامي ايسبوسيتو على موقع قاعة كارولاينا الشمالية للمشاهير الرياضية (الإنجليزية)